# Первомайский (Кузоватовский район)
Первомайский — посёлок в составе Спешнёвского сельского поселения Кузоватовского района Ульяновской области.

## География
Находится на расстоянии примерно 38 километров по прямой на северо-северо-восток от районного центра посёлка Кузоватово.

## История
В поздний советский период работал конезавод № 100.

## Население
Население составляло 553 человека в 2002 году (78 % русские), 407 по переписи 2010 года.